# František Bílek (hipolog)
František Bílek (16. prosince 1885, Slaný – 29. března 1972, Kunvald) byl český hipolog.

## Život
František Bílek absolvoval pražské gymnázium, kde působil Alois Jirásek, dále studoval na Karlově Univerzitě, kde získal doktorát na Filozofické fakultě. Během vysokoškolských studií pracoval v ústavu zoologie a srovnávací anatomie u profesora Františka Vejdovského.
V letech 1909–1915 působil jako středoškolský profesor přírodopisu v Praze a současně se zabýval vědeckou prací na zootechnickém a zvěrolékařském ústavu u profesora Theodora Kašpárka. V období 1915–1917 působil na vysoké škole zemědělské ve Vídni, získal praxi ve hřebčínech. V roce 1917 habilitoval na docenta nauky o rasách a filogenii domácích zvířat. V roce 1923 se stal řádným profesorem obecné a speciální zootechniky na fakultě zemědělství a lesního inženýrství ČVUT v Praze, kde pak působil až do odchodu do penze.
Vystudoval také lékařskou fakultu (absolvoval ji roku 1924), specializace gynekologie, působil na II. klinice v Praze.
Už jako student si oblíbil Kunvald, rodiště svého otce a prarodičů. Později si zde postavil rodinnou vilu, kde bydlel, pěstoval konifery a růže, a odkud dojížděl týdně přednášet a pracovat do Prahy. Svůj vědecký přístup k výuce shrnul ve dvoudílné vysokoškolské učebnici Obecná zootechnika, obsahující většinu jeho vědeckých prací týkajících se vývoje a vzniku plemen evropských domácích zvířat, starých českých plemen a teorie genetiky. 
Jeho největší láskou byli koně, na jejich problematiku se ve své vědecké práci nejvíce zaměřil a postaral se také o její praktické využití. V hipologii také dosáhl největších úspěchů. Regeneroval plemeno starokladrubských vraníků a koně Převalského. Byl zakladatelem světově proslulého Hipologického muzea ve Slatiňanech. Prvního koně Převalského koupil roku 1921 za vlastní peníze, jednalo se o hřebečka Ali z Halle, roku 1923 přikoupil ještě klisnu Minku. Po založení pražské ZOO vyměnil v zoologické zahradě v Mnichově tři klisny narozené ještě na školním statku v Uhříněvsi-Netlukách za zvířata pro pražskou zoo. V roce 1932 pak zahradě věnoval původní pár divokých koní Aliho a Minku. Tím začala slavná éra pražského chovu koní Převalského, která trvá bez přestání 80 let, což je světový primát. Dermoplastické preparáty Aliho a Minky a prvního hříběte narozeného v Netlukách je možno vidět v expozici hipologického muzea ve Slatiňanech. Záchrana starokladrubských vraníků byla založena na sedmi zbylých zvířatech. Chov byl od roku 1938 nejdřív soustředěn do Průhonic a Netolic, v srpnu 1945 bylo stádo s 55 kusy přesunuto do Slatiňan.
Zasloužil se i o prošlechtění české husy, šumavské ovce a o regeneraci červinek a přeštického prasete.
Byl členem České akademie zemědělské, napsal celou řadu odborných publikací, článků, odborných posudků a vykonal mnoho populárně-vědeckých přednášek. Za zásluhy ve vědecké a pedagogické práci, byl ke svým osmdesátinám v roce 1965 vyznamenán Řádem práce.

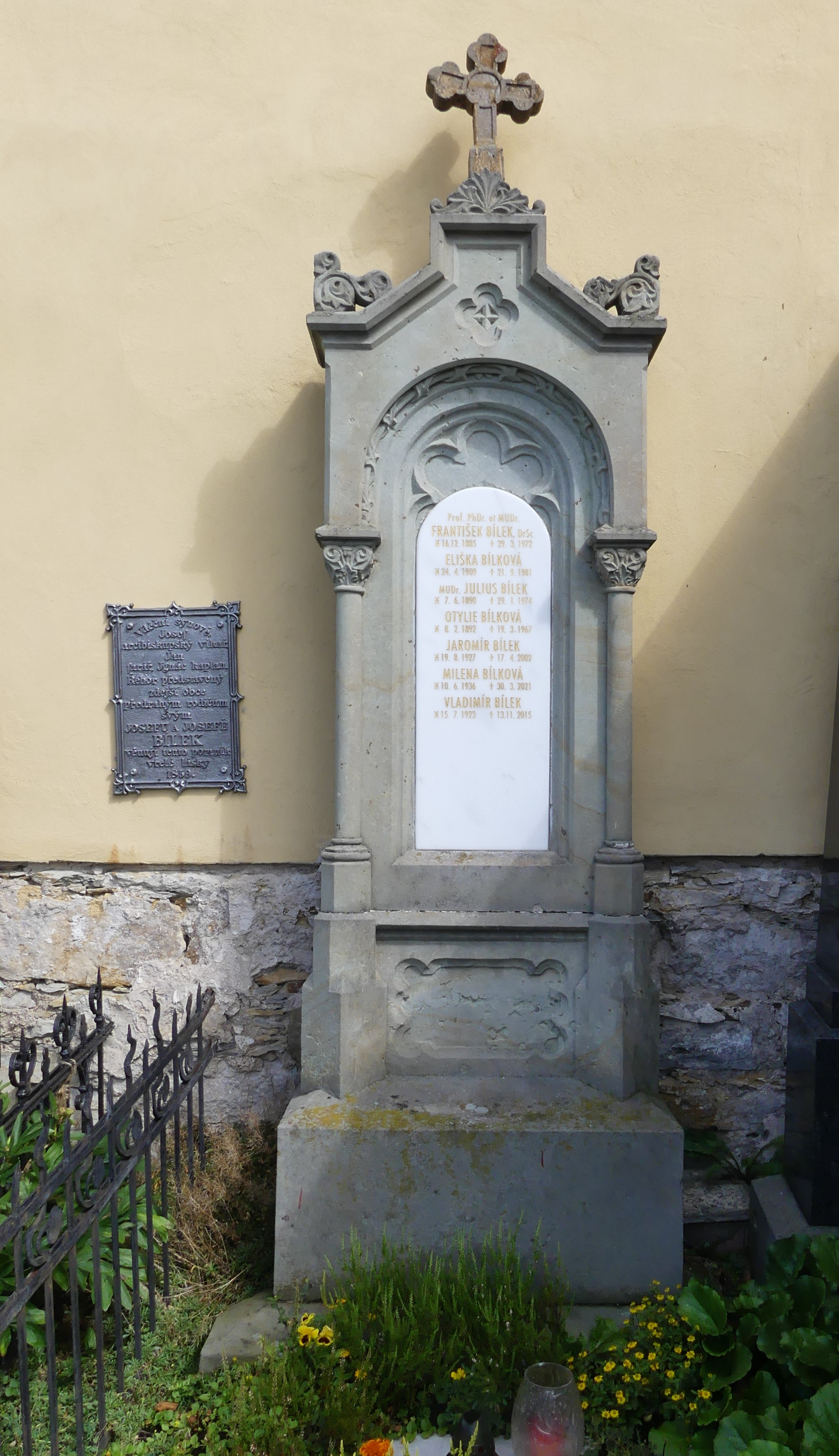
Hrob Františka Bílka v Kunvaldu.

František Bílek je pohřben na hřbitově v Kunvaldě.